# Plestiodon
Plestiodon este un gen de șopârle din familia Scincidae.

## Specii[1]
- Plestiodon anthracinus
- Plestiodon barbouri
- Plestiodon brevirostris
- Plestiodon callicephalus
- Plestiodon capito
- Plestiodon chinensis
- Plestiodon colimensis
- Plestiodon copei
- Plestiodon coreensis
- Plestiodon dugesii
- Plestiodon egregius
- Plestiodon elegans
- Plestiodon fasciatus
- Plestiodon gilberti
- Plestiodon inexpectatus
- Plestiodon kishinouyei
- Plestiodon lagunensis
- Plestiodon laticeps
- Plestiodon latiscutatus
- Plestiodon liui
- Plestiodon longirostris
- Plestiodon lynxe
- Plestiodon marginatus
- Plestiodon multilineatus
- Plestiodon multivirgatus
- Plestiodon obsoletus
- Plestiodon obtusirostris
- Plestiodon ochoterenae
- Plestiodon okadae
- Plestiodon parviauriculatus
- Plestiodon parvulus
- Plestiodon popei
- Plestiodon quadrilineatus
- Plestiodon reynoldsi
- Plestiodon septentrionalis
- Plestiodon skiltonianus
- Plestiodon stimpsonii
- Plestiodon sumichrasti
- Plestiodon tamdaoensis
- Plestiodon tetragrammus
- Plestiodon tunganus